# Walk This Way (MØ)
Walk This Way è un singolo della cantante danese MØ, il sesto e ultimo estratto dal suo primo album in studio No Mythologies to Follow; è stato pubblicato il 3 agosto 2014.